# Richard Bandler
Richard Wayne Bandler (født 24. februar 1950) er en amerikansk forfatter, der har skrevet om personlig udvikling. Han er bedst kendt som opfinder af Neurolingvistisk Programmering (NLP) sammen med John Grinder. Han har også udviklet opfølgningssystemerne "Design Human Engineering" (DHE) og "Neuro Hypnotic Repatterning" (NHR).

## Uddannelse og baggrund
Bandler har en BA (1973) i filosofi og psykologi fra University of California, Santa Cruz (UCSC) og en MA (1975) i psykologi fra Lone Mountain College i San Francisco.